# Борки (Бобруйский район)
Борки́ (бел. Баркі) — деревня в составе Глушанского сельсовета Бобруйского района Могилёвской области Республики Беларусь.

## История
До 20 ноября 2013 года входила в состав Осовского сельсовета.

## Население
- 1999 год — 10 человек
- 2010 год — 7 человек